# Ентоні Квінн
Е́нтоні Квінн (англ. Anthony Quinn, повне ім'я ісп. Antonio Rudolfo Oaxaca Quinn, 21 квітня 1915, Чіуауа, Мексика — 3 червня 2001, Бостон, США) — американський актор кіно, письменник і художник мексиканського походження.

## Біографія

### Дитинство і молоді роки
Ентоні Квінн народився 21 квітня 1915 року у Чіуауа, Мексика в родині ірландського оператора та мексиканської з ацтекськими коренями революціонерки у самому розпалі Мексиканської революції. Згодом родина переїхала до США — у околиці Лос-Анжелесу в Каліфорнії.
Ентоні Квінн займався в драматичній школі. Свою акторську кар'єру розпочав у театрі «У воріт» — грав у п'єсах «На дні» і «Чисті постелі», що розповідали про перепетії мешканців нічліжки. 1936 року, у 21 рік, він знявся в кількок кінокартинах — дебютна стрічка «Пароль» (англ. Parole), де втілив образ гангстера.
У своїх наступних фільмах (1940-і роки) Е. Квінн особливо вдало інтерпретує на екрані ролі «етнічних злодіїв» — грав індіанців, «був» іспанцем, філіппінцем, мексиканцем, китайцем тощо.
У 1947 році Е. Квінн став натуралізованим громадянином США. Розчарувавшись у своїх кіноролях, Квінн у цьому ж (1947) році пішов на Бродвей. У знаменитій виставі Еліа Казана «Трамвай „Бажання“» він грав Стенлі Ковальського по черзі з Марлоном Брандо і, на думку знавців, був не тільки не гірше, але часом і достовірніше улюбленця театральної публіки.

### Пік кінокар'єри (1950—1960 роки)
На кіноекрани Ентоні Квінн повернувся на поч. 1950-х, спеціалізуючись на втіленні героїв-мачо здебільшого у вестернах. 1952 року, у 37 років, до Ентоні Квінна прийшла всесвітня слава, після того як він зіграв з Марлоном Брандо у малобюджетній стрічці «Віва Сапата!» (1951). На роль Еуфеміо — корисливого і хитрого брата головного героя у фільмі його запропонував і запросив Еліа Казан. За цю роль актор отримав кінопремію «Оскар» (за роль другого плану, 1952).

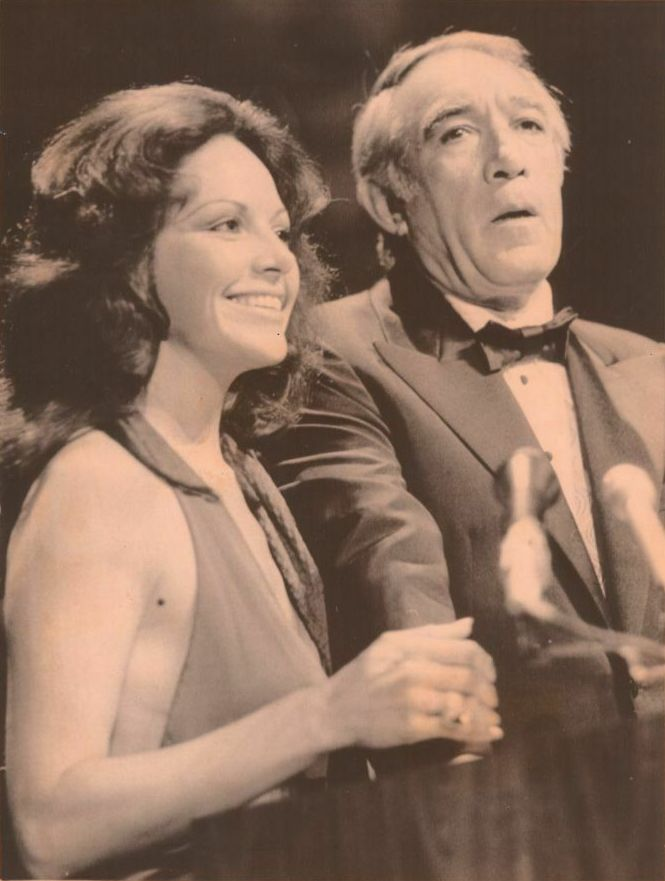
Ентоні Квінн в 1975

Відтоді у 1950—60 роках Е. Квінн багато знімається у найвідоміших режисерів світу, зокрема, в 1950-х — активно в європейських кінорежисерів: італійців Федеріко Фелліні, Пйєтро Франчізі, Маріо Камеріні і француза Жана Делануа. Найвідоміші і найяскравіші ролі цього тріумфального для актора періоду — роль циркача  Дзампано у драмі Федеріко Фелліні «Дорога» (La strada, 1954), роль горбаня Квазімодо у французькій версії «Собору Паризької Богоматері» (Notre-Dame de Paris, 1956) та відображення на екрані французького художника Гогена у фільмі «Жага до життя» (Lust for Life, 1956), за що актор отримав свого другого «Оскара».
Перша половина 1960-х років — пікові у кінокар'єрі актора. 1962 року він зіграв вождя бедуїнів Ауда абу Тайї (Auda abu Tayi) у стрічці «Лоуренс Аравійський» (Lawrence of Arabia), а в 1964 році втілив у кіно нетлінний образ танцюриста сіртакі Алексіса Зорби у фільмі «Грек Зорба», за що номінувався на «Оскара» як найкращий виконавець чоловічої ролі у 1965 році.

### Творчість Квінна у 1965—80-і роки
Після шедеврального «Грека Зорби» Квін знявся ще майже в 40 фільмах, зокрема дуже активно у 2-й пол. 1960-х рр. — фільми «Двадцять п'ята година» (La Vingt-cinquième heure, 1967); «Черевики рибалки» (The Shoes of the Fisherman, 1969), де він зіграв львівського митрополита, якого згодом обраного папою римським; «Таємниця Санта Вікторії» (The Secret of Santa Vittoria, 1969) тощо.
У 1970 — на поч. 80-х роки Е.Квінн активно співпрацює з телебаченням (знімається в кіносеріалах), грає в театрі та кіно. До найвизначніших робіт цього періоду актора належать — роль шахрая Філіппа Бенґа (Philipp Bang) у стрічці «Блеф, історія обману і шахрайства» (Bluff — Storia di truffe e di imbroglioni, 1976); роль Хамзи у стрічці про початки ісламу «Мухаммед, посланник Бога» (Mohammad, Messenger of God, 1977); роль Кайфаса у фільмі «Ісус з Назарету» (Gesu di Nazareth, 1977); роль легендарного ватажка бедуїнів Омара Мухтара у «Леві пустелі» (the Lion of the Desert, 1982) та вдале відновлення ролі грека Зорби у мюзиклі в 1983 році, який відтоді витримав 362 вистави.
У 2-й пол. 1980-х років відмітними ролями актора стали гра в стрічках «Онассіс — найбагатша людина на землі» (Onassis: The Richest Man in the World, 1987); «Привиди цього не можуть» (Ghosts Can't Do It, 1990) і «Помста» (Revenge, 1990).
У 1987 році Ентоні Квінна було нагороджено премією «Золотий глобус» за життєві досягнення у галузі кіномистецтва.

### 1990-2000-і роки
Кар'єра актора уповільнилась у 1990-і, хоча і в цей час актор активно продовжує зніматися — у стрічках «Зрозуміє тільки самотній» (Only the Lonely, 1991), «Тропічна лихоманка» (Jungle Fever, 1991); «Останній кіногерой» (Last Action Hero, 1993); «Прогулянка в хмарах» (A Walk in the Clouds, 1995) тощо. 1994 року Е.Квінн зіграв Зевса у 5 епізодах телесеріалу «Геркулес: Легендарні подорожі» (Hercules: The Legendary Journeys), однак відмовився від подальшої співпраці, і роль було передано іншим акторам.
В останні роки свого життя актор жив в Італії, рідко знімався в кіно, переважно займався живописом і створював скульптури.
У квітні 2000 року Е. Квінн приїхав у рідне мексиканське містечко і був прийнятий, як голова держави. Там він побачив нарешті власне зображення заввишки 10 метрів. Мексиканці одностайно обрали його своїм національним героєм.
3 червня 2001 року у віці 86 років у Бостоні (США) Ентоні Квінн помер, оточений численними членами родини. Похований в родинному маєтку Квіннів в окрузі Бристоль, штат Род-Айленд.

## Особисте життя і хобі
В 21 рік (1936) одружився з 26-річною Кетрін, вона народила від нього п'ятеро дітей.
У 1966 році, у 50 років, одружився з 30-річною художницею по костюмах Йоландою. Прожили 10 років, наживши разом трьох синів.
У 82 роки (1997 рік) Квінн одружився зі своєю секретаркою Кеті, яка на той час вже мала від нього двох дітей.
Останні роки життя актор провів із Кеті та двома наймолодшими дітьми. У майстерні він бачив море з двох боків. Він писав картини та робив скульптури, мріючи присвятити залишок життя мистецтву.

## Цікаві факти
- Ентоні Квінн був мексиканцем-іммігрантом у США та був особливо популярним серед «етнічних» і емігрантських кінорежисерів — його знімали емігрант з Туреччини, син грецьких батьків Еліа Казан; у 1957 і 1960 роках син іммігрантів-євреїв з Угорщини Джордж К'юкор, у 1964 році шотландець А. Макендрік (Alexander Mackendrick), у 1976 і 1979 роках сирійсько-американський кінорежисер Мустафа Аккад (Moustapha Akkad) і також кінорежисери українського походження — Анатоль Литвак у 1940 році і Едвард Дмитрик у 1945 і 1959 роках.

- Згідно з деякими джерелами, саме Ентоні Квінн «вигадав» танець сиртакі — зламавши ногу у день зйомок, коли мали фільмувати танець, Ентоні Квінн заспокоїв режисера Міхаліса Какоянніса тим, що знає трохи інший (ніж за сценарієм) танець, назвавши його при цьому «сиртакі» — про це актор розповідає у своїй автобіографії (див. Сиртакі).